# Cerinichthys koelblae
Cerinichthys koelblae è un pesce osseo estinto, appartenente agli alecomorfi. Visse nel Giurassico superiore (Kimmeridgiano, circa 155 milioni di anni fa) e i suoi resti fossili sono stati ritrovati in Francia.

## Descrizione
Questo pesce possedeva un corpo piuttosto slanciato e le dimensioni potevano raggiungere quelle di una trota. Cerinichthys differiva dagli altri alecomorfi per la presenza di una combinazione di caratteristiche, tra cui 27 raggi caudali principali, 51 file di scaglie verticali, la presenza di segmenti della base delle pinne ingranditi nei raggi posteriori delle pinne pettorali, anale e dorsale e nei raggi mediani della pinna caudale, l'assenza di centri vertebrali negli individui adulti e la presenza di molteplici piccole scaglie nelle parti mediane e ventrali del peduncolo caudale. 

## Classificazione
Cerinitchthys koelblae venne descritto per la prima volta nel 2018, sulla base di resti fossili ben conservati provenienti dal Giurassico superiore di Čerín (Francia). Analisi filogenetiche hanno indicato che Cerinichthys era un membro degli alecomorfi, un gruppo di pesci ossei attualmente rappresentati dall'amia (Amia calva) del Nordamerica. Gli studi sull'anatomia di Cerinichthys hanno portato all'ipotesi di una revisione dell'intero gruppo: Cerinichthys potrebbe essere un membro basale del nuovo ordine Ophiopsiformes, all'interno del quale è stata istituita la famiglia Ophiopsiellidae in sostituzione del termine Ophiopsidae. Secondo lo studio, inoltre, i membri della famiglia Ionoscopidae sarebbero da includere negli Amiiformes, e l'ordine Ionoscopiformes non sarebbe valido.